# Válka o zaměstnance
Válka o zaměstnance (v anglickém originále Branch Wars) je desátá epizoda čtvrté řady amerického seriálu Kancl. Premiérově byla vysílána 1. listopadu 2007 na stanici NBC, v Česku potom 27. března 2010 na stanici Prima Cool. Scénář dílu napsala Mindy Kaling, režie se ujal Joss Whedon.
Karen (Rashida Jones), vedoucí pobočky firmy Dunder Mifflin v Utice, se snaží přetáhnout ze Scrantonu do své kanceláře Stanleyho (Leslie David Baker), který informuje Michaela Scotta (Steve Carell) o svém odchodu. Michael a Dwight (Rainn Wilson) se chtějí pomstít, obelstí Jima (John Krasinski) a společně všichni tři odjedou do Uticy, kde chtějí provést Karen, bývalé Jimově přítelkyni, kanadský žertík. V kanceláři ve Scrantonu se mezitím Pam (Jenna Fischer), Oscar (Oscar Nunez) a Toby (Paul Lieberstein) snaží udržet úroveň Klubu lepších věcí (v originále Finer Things Club), ve kterém diskutují o kultuře a umění a do kterého se taky snaží dostat Andy (Ed Helms).
Epizoda „Válka o zaměstnance“ byla v roce 2008 nominována na cenu NAACP Image Award v kategorii Nejlepší scénář komediálního seriálu. Ohlasy kritiků byly většinou dobré. Oscar Dahl z BuddyTV uvedl, že to „byl asi nejzábavnější díl sezóny [Kanclu]“. Podle Christine Fenno z Entertainment Weekly se epizoda sice „nemohla měřit s genialitou dílu z předchozího týdne [„Michaelova reklama“], ale i tak naservírovala spoustu legrace“. Travis Fickett z IGN poznamenal, že cítí, jakoby měl tento díl „dvě poloviny, jednu funkční a jednu, která zas tak příliš nefunguje“, čímž odkazoval v prvním případě na výlet do Uticy a ve druhém případě na Klub lepších věcí.